# PV المرقب
بي في المقراب (PV التلسكوب) (بالإنجليزية: PV Telescopii)‏ (المعروف أيضا باسم HD 168476) من فئة B (أزرق) و هو نجم هيليوم متطرف في كوكبة المرقب. يعتبر نموذج من النجوم التي تسمى «متغير بي في المرقب» . على الأرجح هذا النجم إجتاز مرحلة عملاق مقارب . طيفه يحتوي على خطوط هيدروجين ضعيفة معززة بخطوط الهليوم والكربون . فترة تغيره من بضع ساعات إلى بضعة سنوات، اعتبارا من عام 2008، تأكد وجد 12 نجم من صنف متغير بي في المرقب .